# Anavia Battle
Anavia Battle (28 de marzo de 1999) es una deportista de Estados Unidos que compite en atletismo. Participó en los Juegos Olímpicos de Tokio 2020, ocupando el sexto lugar en su serie preliminar de la prueba de 200 m..